# The Stuff Heroes Are Made Of
The Stuff Heroes Are Made Of è un cortometraggio muto del 1911 diretto da D.W. Griffith e da Frank Powell (non confermati).

## Trama
Un giovane scrittore passa l'estate insieme a una famiglia che ha due ragazze da marito. Vezzose e simpatiche, al giovanotto piacciono entrambe e lui non sa quale preferire tra le due. Quando però una delle fanciulle si trova alle prese con un ladro e si mette a lottare con l'intruso, lo scrittore fuga tutti i suoi dubbi sulla propria scelta.

## Produzione
Il film fu prodotto dalla Biograph Company. Venne girato a New York, a Lynbrook, Long Island.

## Distribuzione
Distribuito dalla General Film Company, il film - un cortometraggio di una bobina - uscì nelle sale cinematografiche statunitensi il 4 settembre 1911.